# Orgyia ocularis
Orgyia ocularis är en fjärilsart som beskrevs av Moore 1879. Orgyia ocularis ingår i släktet fjädertofsspinnare, och familjen tofsspinnare. Inga underarter finns listade i Catalogue of Life.